# Dionys Bink
Dionys Bink (* 20. Mai 1886; † 11. November 1966) war ein deutscher Kommunalpolitiker (CSU).

## Werdegang
Bink war von 1946 bis 1948 Erster Bürgermeister der Stadt Schwandorf.